# Aykut
Aykut est un prénom masculin d'origine turque.

Aykut signifie : « cadeau de la lune ».
Ay peut être traduit par lune ou mois, et kut par cadeau, en vieux turc.

## Prénom
- Aykut Kocaman, ancien footballeur turc, meilleur buteur de l'histoire de Fenerbahçe en ligue de Turquie
- Aykut Serkan, est un ancien attaquant turc, qui a joué au Samsunspor et au Galatasaray SK
- Aykut Demir est un footballeur turc
- Aykut Yiğit est un footballeur turc
- Aykut Erçetin est un footballeur turc